# کوه سینگر
کوه سینگر (به انگلیسی: Mount Senger) یک کوه در ایالات متحده آمریکا است که در شهرستان فرزنو، کالیفرنیا واقع شده‌است. کوه سینگر ۳٬۷۴۴٫۸۲ متر بالاتر از سطح دریا واقع شده‌است.